# 토미 롤
토미 롤(Tommy Rall, 1929년 12월 27일 ~ 2020년 10월 6일)은 미국의 오페라 가수이자 영화 배우이다.
2020년 10월 6일 심부전으로 사망하였다.

## 영화
- 내 사랑 시카고 (1981년)
- 화니 걸 (1968년)
- 메리 앤드류 (1958년)
- 인버테이션 투 더 댄스 (1956년)
- 마이 시스터 에일린 (1955년)
- 7인의 신부 (1954년)
- 키스 미 케이트 (1953년)
- 노스 스타 (1943년)
- 프라이벗 벅카루 (1942년)